# За счастьем (фильм, 1917)
«За счастьем» — российский художественный немой фильм режиссёра Евгения Бауэра. Фильм вышел на экраны 3 сентября 1917 года
. Другое название — «К счастью». Сохранился без надписей.

## История создания
Павильонные съёмки фильма проводились в Москве. Режиссёр проявлял, как обычно, тщательность в выборе вещей в кадре: «Он любил вещи в кадре — таинственные, чуть укрупнённые, в духе модерна, к которому несомненно относились его эстетика и поэтика: огромные золочёные египетские статуи в кабинете адвоката…». 
Художник фильма и будущий режиссёр и теоретик кино Лев Кулешов вспоминал, что в картине «надо было сделать спальню богатого дома, где на кровати лежала тоненькая болезненная девушка» и он, «чтобы подчеркнуть её состояние … для контраста поместил в декорации ряд больших белых колонн, огромную, лепную в стиле рококо золотую кровать». В качестве «„диковинки“ первого плана»  художнику понадобился резной деревянный позолоченный амур, однако реквизита на складе фабрики не оказалось, и Л. Кулешов нашёл его в одном из мебельных магазинов. При этом прокат амура ему пришлось оплатить за свой счёт. 
В мае 1917 года Бауэр вместе с основным штатом ателье Ханжонкова перебирался на новую студийную базу в Ялте для натурных съёмок фильмов «За счастьем» и «Король Парижа». Во время переезда из Симферополя в Ялту вечером время в районе Алушты группа остановилась в придорожном ресторане. По воспоминаниям А. Ханжонкова, режиссёр Бауэр в темноте оступился на не огороженном перилами тротуаре и упал на прибрежные камни, получив тяжёлый перелом ноги. 
Несмотря на травму, Е. Бауэр сохранял общее руководство съёмками картины «За счастьем», находясь в кресле-каталке или лёжа на кровати. Во время болезни Бауэр уговорил Кулешова попробовать свои силы в актёрской профессии. По его воспоминаниям, его приглашение на роль состоялось потому, что заболел актёр Стрижевский, и Е. Бауэру надо было срочно найти ему замену. Режиссёр понадеялся на естественность переживаний Кулешова, потому что тот был влюблён в актрису, которую он как художник поместил среди колонн на гигантскую золотую кровать. 
Тяжёлая травма оказалась роковой для Евгения Бауэра. Будучи ослабленным, он вскоре простудился, заболел пневмонией и скончался от её последствий 9 (22) июня 1917 года, не успев завершить работу над своей следующей лентой «Король Парижа». Фильм «За счастьем» вышел на экраны более чем через два месяца после смерти режиссёра.

## Сюжет
В основе сюжета любовный треугольник мать — дочь — мамин друг.
В течение десяти лет адвокат Дмитрий Гжатский мечтает жениться на овдовевшей Зое Веренской. Однако та скрывает отношения от дочери Ли, боясь нанести ей психологическую травму, так как Ли очень любила своего отца. Зоя ждёт, когда дочь выйдет замуж, и они с Дмитрием смогут устроить своё личное счастье.
Ли жалуется на больные глаза, и доктор советует отвезти её на морской курорт. На курорте Ли встречает молодого художника Энрико. Энрико пишет портрет Ли. Он влюбляется в девушку, но она в разговоре с ним признаётся в любви к Дмитрию. Этот разговор случайно подслушивают Зоя и Дмитрий, и это становится для них потрясением.
Дмитрий уезжает в Москву в надежде, что Ли забудет про него. Однако девушка признаётся матери в любви к Дмитрию и просит помочь ей.
Зоя не в силах отказать дочери. После возвращения в Москву она просит Дмитрия ответить на чувства Ли, но Дмитрий не соглашается.
Когда Ли приходит к Дмитрию, он в ответ на её признание говорит, что любит другую женщину, её мать. От потрясения девушка теряет зрение.

## В ролях
- Николай Радин — Дмитрий Гжатский, адвокат
- Лидия Коренева — Зоя Веренская, богатая вдова
- Таисия (Тася) Борман — Ли, её дочь
- Лев Кулешов — Энрико, художник
- Н. Денницына — гувернантка Ли
- Эмма (Эммочка) Бауэр — девочка
- Александр Херувимов — доктор

## Съёмочная группа
- Режиссёр: Евгений Бауэр
- Сценарист: Н. Денницына
- Оператор: Борис Завелев
- Художник: Лев Кулешов
- Продюсер: Александр Ханжонков

## Критика
Обозреватель журнала «Проектор» (1917, № 17—18, с. 2) в своей рецензии словно подводит итог творчества скончавшегося режиссёра. По его мнению, картина «отмечена тем особым, лично ему присущим оттенком, который создаётся в результате соединения художественного ума и вкуса с излишней претенциозностью замысла и чрезмерной грандиозностью плана». «Но на этот раз, — продолжал рецензент, — характерные черты, свойственные бауэровским постановкам, удачно смягчаются естественностью красивой натуры (виды Крыма) и большой простотой выполнения».
Историк кино Вениамин Вишневский назвал фильм «сентиментальной любовной драмой с занимательным сюжетом». 
Культуролог Игорь Смирнов подробно рассмотрел параллели сюжета фильма с романами «Доктор Живаго» и «Лолита». «Набоковская „Лолита“ составляет резчайший контраст к „Доктору Живаго“, хотя оба романа перерабатывают фильм Бауэра „За счастьем“», — достаточно неожиданно и полемично утверждал И. Смирнов. Он также считал, что в известном смысле «Лолита» — это дань уважения фильму Бауэра.
По мнению И. Смирнова, «ведущий композиционный приём в ленте Бауэра заключался в съёмке в одном и том же пространственном участке контрастно сменяющих друг друга героев». Культуролог назвал фильм «притягательной художественной ценностью».
Он оценивал фильм следующим образом: «„За счастьем“ — ранний опыт по выработке специфической киносемантики, авторефлексивный фильм, не просто переводящий действительность в «движущуюся фотографию», но и делающий своим предметом видение/невидение — самовидение нового медиального средства. Ли слепнет к концу киноповествования. Только внутри него она и обладает зрением. Разумеется, она наказывается за инцестуозность той же увечностью, которой карает себя Эдип у Софокла. Но Бауэр прибавляет сюда ещё один мотив: ошибка Ли не только в том, что она соперничает с матерью, но и в том, что она не приемлет любви художника, то есть того, для кого окружающая среда предстает во всей своей наглядности».